# Campeonato Mundial de Ginástica Artística de 1970
O XVII Campeonato Mundial de Ginástica Artística transcorreu entre os dias 22 e 27 de outubro de 1970, na cidade de Liubliana, Iugoslávia (atualmente Eslovênia).

## Eventos
- Individual geral masculino
- Equipes masculino
- Solo masculino
- Barra fixa
- Barras paralelas
- Cavalo com alças
- Argolas
- Salto sobre a mesa masculino
- Individual geral feminino
- Equipes feminino
- Trave
- Solo feminino
- Barras assimétricas
- Salto sobre a mesa feminino

## Medalhistas
Masculino
| Evento           | Ouro | Prata | Bronze |
| Equipes          | Takuji Hayata · Fumio Honma · Takeshi Kato · Eizo Kenmotsu · Akinori Nakayama · Mitsuo Tsukahara · Japão · (571,100) | Georgi Bogdanov · Sergei Diomidov · Valeri Karasiov · Viktor Klimenko · Viktor Lissizki · Mikhail Voronin · União Soviética · (564,350) | Matthias Brehme · Gerhard Dietrich · Klaus Köste · Peter Kunze · Bernd Schiller · Wolfgang Thüne · Alemanha Oriental · (553,150) |
| Individual geral | Eizo Kenmotsu · Japão · (115,050)                                                                                    | Mitsuo Tsukahara · Japão · (113,850) | Akinori Nakayama · Japão · (113,800)                                                                                             |
| Salto            | Mitsuo Tsukahara · Japão · (19,125)                                                                                  | Viktor Klimenko · União Soviética · (19,000)                                                                                            | Takeshi Kato · Japão · (18,600)                                                                                                  |
| Solo             | Akinori Nakayama · Japão · (19,025)                                                                                  | Eizo Kenmotsu · Japão · (18,975) | Takeshi Kato · Japão · (19,900)                                                                                                  |
| Cavalo com alças | Miroslav Cerar · Iugoslávia · (19,375)                                                                               | Eizo Kenmotsu · Japão · (19,325) | Viktor Klimenko · União Soviética · (19,050)                                                                                     |
| Barras paralelas | Akinori Nakayama · Japão · (19,400)                                                                                  | Eizo Kenmotsu · Japão · Mikhail Voronin · União Soviética · (19,250)                                                                    | nenhum |
| Argolas          | Akinori Nakayama · Japão · (19,400)                                                                                  | Mitsuo Tsukahara · Japão · (19,250) | Mikhail Voronin · União Soviética · (19,155)                                                                                     |
| Barra fixa       | Eizo Kenmotsu · Japão · (19,475)                                                                                     | Akinori Nakayama · Japão · (19,375) | Klaus Köste · Alemanha Oriental · Takuji Hayata · Japão · (19,350)                                                               |

Feminino
| Evento              | Ouro | Prata | Bronze |
| Equipes             | Lyubov Burda · Olga Karaseva · Tamara Lazakovich · Larissa Petrik · Ludmilla Tourischeva · Zinaida Voronina · União Soviética · (380,650) | Angelika Hellmann · Karin Janz · Marianne Noack · Richarda Schmeißer · Christine Schmitt · Erika Zuchold · Alemanha Oriental · (377,750) | Soňa Brázdová · Luba Krasna · Hana Lišková · Marianna Nemetova-Krajcirova · Bohumila Řimnáčová · Marcella Váchová · Tchecoslováquia · (371,900) |
| Individual geral    | Ludmilla Tourischeva · União Soviética · (77,050)                                                                                         | Erika Zuchold · Alemanha Oriental · (76,450)                                                                                             | Zinaida Voronina · União Soviética · (76,150)                                                                                                   |
| Salto               | Erika Zuchold · Alemanha Oriental · (19,450)                                                                                              | Karin Janz · Alemanha Oriental · (19,350)                                                                                                | Ludmilla Tourischeva · Lyubov Burda · União Soviética · (19,300)                                                                                |
| Solo                | Ludmilla Tourischeva · União Soviética · (19,650)                                                                                         | Olga Karaseva · União Soviética · (19,525)                                                                                               | Zinaida Voronina · União Soviética · (19,375)                                                                                                   |
| Trave               | Erika Zuchold · Alemanha Oriental · (19,200)                                                                                              | Cathy Rigby · Estados Unidos · (19,050)                                                                                                  | Christine Schmitt · Alemanha Oriental · Larissa Petrik · União Soviética · (18,900)                                                             |
| Barras assimétricas | Karin Janz · Alemanha Oriental · (19,550)                                                                                                 | Ludmilla Tourischeva · Zinaida Voronina · União Soviética · (19,300)                                                                     | nenhum |

## Quadro de medalhas
| Ordem | País              | Medalha de ouro | Medalha de prata | Medalha de bronze |    |
| ----- | ----------------- | --------------- | ---------------- | ----------------- | -- |
| 1     | Japão             | 7               | 6                | 4                 | 17 |
| 2     | União Soviética   | 3               | 5                | 8                 | 16 |
| 3     | Alemanha Oriental | 3               | 3                | 3                 | 9  |
| 4     | Iugoslávia        | 1               |                  |                   | 1  |
| 5     | Estados Unidos    |                 | 1                |                   | 1  |
| 6     | Checoslováquia    |                 |                  | 1                 | 1  |
| TOTAL | TOTAL             | 14              | 15               | 16                | 45 |